# Þorkell Geitirsson
Þorkell Geitirsson (Thorkel, n. 975) fue un caudillo vikingo, goði de Krossavík, Vopnafjörður en Islandia. Es uno de los personajes de la Saga de Vápnfirðinga. Era hijo de Geitir Lýtingsson, que mantuvo un conflicto con su cuñado y rival Helgi Þorgilsson, que desembocó en una cadena de violencia que perduró hasta la siguiente generación. Þorkell siguió enfrentado con su primo Bjarni Brodd-Helgason buscando repetidamente la forma de vengar a su padre. Þorkell era famoso por sus conocimientos de la ley islandesa y ayudó a Helgi Droplaugarson, primo hermano, en su causa contra Helgi Ásbjarnarson, un conflicto que aparece principalmente en la saga Droplaugarsona. También se le cita en la saga de Njál, Saga Þórðar hreðu, y saga de Laxdœla. La presencia de Þorkell en otras sagas hace pensar que pudo existir una saga propia sobre su figura histórica, pero nunca se escribió como una saga separada aunque hay indicios que se trató de una persona real.
Þorkell se casó con Jórunn Einarsdóttir (n. 964), una hija de Einar Eyjólfsson y de esa relación nació Ragnheiður Þorkelsdóttir (n. 1000) quien sería esposa de Loftur Þórarinsson.